# Iowa
För andra betydelser, se Iowa (olika betydelser).
Iowa är en amerikansk delstat belägen i Mellanvästern i USA, ett område som ofta kallas "American Heartland". Namnet kommer från Iowafolket, en av de många amerikanska indianstammar som befolkade delstaten vid tidpunkten för den europeiska koloniseringen. Iowa var en del av den franska kolonin Nya Frankrike. Efter Louisianaköpet la nybyggare grunden för en jordbrukbaserad ekonomi i hjärtat av Corn Belt. Iowa är ofta känt som "Food Capital of the World", dock är Iowas ekonomi, kultur och landskap skiftande. I mitten och slutet av 1900-talet övergick Iowas jordbruksekonomi till en diversifierad ekonomi på avancerad tillverkning, bearbetning, finansiella tjänster, bioteknik och grön energiproduktion. Iowa har också angetts som en av de säkraste delstaterna att bo i. Des Moines är Iowas huvudstad och största stad.

## Geografi
Iowa, som har en yta på 144 700 km² och cirka 2,94 miljoner invånare,  finns i mellanvästern och gränsar till Minnesota i norr, Nebraska och South Dakota i väster, Missouri i söder, och Wisconsin och Illinois i öst.

## Historia
Iowafolket bosatte sig i regionen omkring år 300. En fransk expedition under Louis Jolliet och Jacques Marquette nådde området 1673. Fram till 1830-talet fanns inga permanenta bosättningar av europeiska invandrare i denna del av Nya Frankrike. Efter Louisianaköpet 1803 ingick landskapet i Förenta staterna. Sedan 1838 var Iowa klassificerad som territorium. Året 1846 blev Iowa USA:s 29:e stat.
Under Amerikanska inbördeskriget kämpade enheter från Iowa på Nordstaternas sida. Delstatens invånare motsatte sig slaveriet. Iowa blev ett centrum för en rörelse (Grange movement) som liknade en kooperation.
Delstaten drabbades 1988 av en längre torka och 1993 förekom översvämmningar av Mississippifloden.

## Ekonomi och utbildning
Iowa är USA:s främsta jordbruksstat med en årlig inkomst från jordbruket på mer än 10 miljarder USD. Iowa har två universitet av hög klass; University of Iowa och Iowa State University. Båda universiteten har sin styrka i jordbruksrelaterad forskning.
Delstaten exporterade sedan 1959 till Sovjetunionen och sedan till flera andra länder i hela världen.

## Politik
Politiskt är Iowa jämnt fördelat mellan demokrater och republikaner. 1992 och 1996 stödde man Bill Clinton, 2000 fick Al Gore Iowas elektorsröster och 2004 fick George W. Bush förtroendet i presidentvalet. Vid valet till kongressen 2006 byttes två av Iowas republikanska representanter ut mot två demokrater. 
Delstaten får mycket uppmärksamhet vart fjärde år då det hålls ett s.k. caucus, nomineringsmöte, inför presidentvalet. Tillsammans med primärvalet i New Hampshire en vecka senare markerar Iowas caucus början på processen där de två partierna utser sin presidentkandidat.
Religiöst bekänner sig 50% av befolkningen till protestantismen varav den största gruppen är lutheraner med 16%. 

## Symboler
Iowas flagga refererar till delstatens tidigare relation till det franska Louisiana. Delstatssigillet finns i mitten.
Iowas delstatsfågel är en guldsiska och delstatsblomman är Rosa arkansana.

## Större städer
De tio största städerna i Iowa (2008).
- Des Moines - 200 538
- Cedar Rapids - 127 764
- Davenport - 101 335
- Sioux City – 82 807
- Iowa City - 67 831
- Waterloo - 66 896
- Council Bluffs - 59 911
- Dubuque - 57 222
- Ames - 56 510
- West Des Moines - 53 889

## Kända personer födda i Iowa
- Michele Bachmann, Presidentkandidat för valet 2012
- Michael Emerson, skådespelare
- Bix Beiderbecke, jazzmusiker
- Norman Borlaug, biogenetiker, nobelpristagare – fred
- Johnny Carson, TV-underhållare och programledare, The Tonight Show
- William F Cody, Buffalo Bill, showman, gränsjägare med mer
- Shawn Crahan, slagverkare i Slipknot
- Chris Fehn, slagverkare i Slipknot
- Zach Johnson, golfare, vinnare av The Masters Tournament 2007
- Craig Jones, sampling i Slipknot
- Joey Jordison, trumslagare i Slipknot och gitarrist i Murderdolls
- Herbert Hoover, president nr 31
- Glenn Miller, orkesterledare
- Sara Paretsky, deckarförfattare
- Donna Reed, skådespelare
- James Root, gitarrist i Slipknot och Stone Sour
- Corey Taylor, sångare i Slipknot och Stone Sour
- Mick Thompson, gitarrist i Slipknot
- James Van Allen, astrofysiker
- John Wayne, skådespelare
- Andy Williams, sångare
- Sid Wilson, DJ i Slipknot
- Elijah Wood, skådespelare
- Ron Livingston, skådespelare